# Fritz Balogh
Fritz Balogh (* 16. Dezember 1920 in Bratislava, Tschechoslowakei; † 14. Januar 1951 nahe Nersingen bei Ulm) war ein deutscher Fußballspieler.

## Karriere

### Vereine
Balogh begann 13-jährig beim 1933 gegründeten Deutschen Sport-Klub Bratislava mit dem Fußballspielen. Zur Saison 1939/40 rückte er in die erste Mannschaft auf, für die er in der Stadtliga Bratislava Punktspiele bestritt, am Saisonende die Deutsche Karpatenmeisterschaft gewann und den Verein später auch in der Stadtauswahl repräsentierte.
Während des Zweiten Weltkriegs hatte es ihn in die Reichshauptstadt verschlagen, wo er für Hertha BSC zunächst für die dritte Mannschaft spielte, bald aber in die erste „befördert“ wurde. Für die Berliner bestritt er in der Gauliga Berlin-Brandenburg – in einer von zunächst 16, später auf 23 aufgestockten Gauligen zur Zeit des Nationalsozialismus als einheitliche und höchste Spielklasse im Deutschen Reich – 19 Punktspiele, in denen er 22 Tore erzielte. In der Runde 1942/43 belegte er mit Hertha BSC in der Gauliga Brandenburg den 3. Rang und wird dabei mit 16 Einsätzen und 20 Toren notiert. Er war damit der überragende Torschütze des Teams von Trainer Hans Sauerwein. Des Weiteren bestritt er drei Spiele in der Endrunde um die Deutsche Meisterschaft 1944, in denen er zwei Tore erzielte. Zuvor wurde er auch im Tschammerpokal, dem Pokalwettbewerb für Vereinsmannschaften, in der 1. Schlussrunde am 13. Juli 1941 bei der 1:2-Niederlage gegen Blau-Weiß 90 Berlin eingesetzt.
Ab 1945 schnürte der Halblinke seine Fußballschuhe für den Mannheimer Stadtteilverein VfL Neckarau, mit dem er am Saisonende in die Oberliga Süd aufstieg. Während des Sommers 1946 war er vorübergehend auch bei Phönix Ludwigshafen und – zu Beginn der Saison 1946/47 – beim VfB Neunkirchen aktiv, kehrte jedoch in der laufenden Spielzeit nach Neckarau zurück und wurde dort mit 32 Toren zweitbester Ligatorschütze – hinter Hans Pöschl und vor Max Morlock (beide 1. FC Nürnberg).
Balogh blieb dem Verein aus familiären Gründen treu, auch als dieser am Saisonende 1947/48 in die zweitklassige Landesliga abstieg und sich u. a. der VfB Mühlburg und der FSV Frankfurt um ihn als torgefährlichen Spieler bemühten. Er trug vor der Saison 1950/51 zur Rückkehr in die Oberliga Süd, eine von seinerzeit fünf höchsten deutschen Spielklassen, bei. Vor allem im entscheidenden Spiel der Aufstiegsrunde am 25. Juni 1950 gegen die TSG Ulm, deren Tor Toni Turek hütete, der Weltmeister von 1954 und „Fußball-Gott“, konnte er beim 3:0-Erfolg mit zwei Treffern überzeugen.
Während seiner Vereinszugehörigkeit von 1945 bis 1951 erzielte er 66 Tore in 96 Punktspielen für den VfL Neckarau.

### Nationalmannschaft
Am 22. November 1950 kam er im ersten Länderspiel der A-Nationalmannschaft nach dem Zweiten Weltkrieg zum Einsatz. Der im Stuttgarter Neckarstadion mit der Schweizer Nationalmannschaft ausgetragene Vergleich endete durch das von Herbert Burdenski per Strafstoß verwandelte Tor in der 42. Minute mit 1:0. Sein 90-minütiger Einsatz blieb sein einziger im Trikot des DFB, damit ist er bis heute der einzige Nationalspieler des VfL Neckarau.

## Sonstiges
Im Spätsommer 1941 wirkte er als Nebendarsteller während der Dreharbeiten zu dem am 10. Juli 1942 in den Berliner Kinos Capitol am Zoo uraufgeführten Film von Regisseur Robert Adolf Stemmle Das große Spiel mit.

## Ableben
Am Sonntag, den 14. Januar 1951 gegen 21.30 Uhr stürzte Balogh während der Rückfahrt vom mit 3:5 verlorenem Punktspiel gegen den FC Bayern München aus dem fahrenden Zug und fand dabei den Tod.